# Handley Moule
Handley Carr Glyn Moule ( /m oʊ l / ; 23 décembre 1841 - 8 mai 1920) est un théologien anglican évangélique, écrivain, poète et évêque de Durham de 1901 à 1920.

## Biographie
Moule est scolarisé à la maison avant d'entrer au Trinity College de Cambridge en 1860, où il obtient son baccalauréat en 1864. Il est élu membre de Trinity en 1865 et devient maître assistant au Marlborough College avant d'être ordonné diacre en 1867 et prêtre en 1868. À partir de 1867, il est le vicaire de son père à Fordington, dans le Dorset, avec un passage de cinq ans comme doyen de la chapelle du Trinity College, de 1873 à 1877. En 1880, il devient le premier directeur de Ridley Hall, à Cambridge, puis en 1899, il devient professeur norrisien de théologie à l'université de Cambridge, jusqu'à sa nomination comme évêque de Durham en septembre 1901. Il est consacré évêque à York Minster le 18 octobre 1901. En tant qu'évêque de Durham, Moule occupe le château d'Auckland.
Moule est actif dans le mouvement Higher Life et est l'un des orateurs de la convention inaugurale de Keswick.
Moule est aumônier honoraire de la reine Victoria de décembre 1898 jusqu'à sa mort en janvier 1901, puis aumônier honoraire d'Édouard VII pendant quelques mois jusqu'à sa nomination à l'évêché. En novembre 1901, il est élu membre honoraire du St Catherine's College d'Oxford, où il a été professeur, et en décembre 1901, il reçoit un doctorat en théologie (DD) de l'Université de Durham.

## Vie privée
Handley Moule est le huitième et dernier fils d'Henry Moule (1801-1880), inventeur et vicaire de Fordington pendant plus de 50 ans. Il est nommé d'après ses parrains Augustus Handley, pasteur à Fordington, et Carr John Glyn (père du général John Plumptre Carr Glyn (en)). Ses frères George Moule (en) et Arthur Moule (en) sont missionnaires en Chine, et un autre frère, Charles Walter Moule, est président de Corpus Christi. Deux autres frères, Horatio Mosley Moule et l'artiste Henry Joseph Moule, sont surtout connus comme amis du romancier Thomas Hardy, bien connu de la famille Moule. Le petit-neveu de Moule, C. F. D. Moule (en), est un théologien réputé.
Handley Moule épouse Harriet Mary Elliott (1844–1914) (appelée « Mary ») le 16 août 1881 ; ils ont deux enfants, Mary « Tesie » Moule (1882–1905) et Isabel Catherine Moule (1884–1959). En 1907, Moule publie un mémoire sur la courte vie de Mary intitulé The School of Suffering. Isabel épouse Robert Vere de Vere, un juge colonial.
Moule est enterré dans le cimetière de l'église Saint-Cuthbert à Durham.

## Publications
Moule est un spécialiste du Nouveau Testament qui a écrit plus de 60 livres et brochures. Il contribue aux chapitres consacrés aux lettres de Paul aux Romains, aux Éphésiens, aux Philippiens, aux Colossiens et à Philémon dans la Cambridge Bible for Schools and Colleges (1891-1898) et écrit également des poèmes sur des sujets religieux. Il remporte le prix Seatonian de poésie sacrée à Cambridge de 1869 à 1873, puis de nouveau en 1876. Il publie au moins deux recueils de poésie de son vivant, en plus des œuvres primées. Il compose plusieurs hymnes, dont « Lord and Savior, True and Kind » est probablement le plus connu.